# Club de Remo Coruxo
El Club de Remo Coruxo es un club deportivo gallego que ha disputado regatas en todas las categorías y modalidades de banco fijo, bateles, trainerillas y traineras desde su fundación en 1989. Su sede está situada en la parroquia de San Miguel de Oya.

## Historia
El club se formó con la ayuda del Centro Recreativo Artístico y Cultural de Coruxo, y desde 1994 se cuenta también con la Escuela Municipal de Remo, que permite formar a jóvenes en la práctica del remo.